# Autostrada A13 (Belgia)
Autostrada belgiană A13 (clasificată ca E313) este o autostradă care leagă Anvers de Liège. Traversează de la nord la sud Campine, apoi Hesbaye, și trece în apropierea orașelor Herentals, Geel, Hasselt și Tongeren. Urmează traseul canalului Albert pe cea mai mare parte a lungimii sale. Este cunoscută și sub denumirea de: autostrada Baudouin. A fost construită în timpul domniei sale și este a doua autostradă construită în Belgia.

## Istoric

### Darea în folosință
- 1958 : Secțiunea Wommelgem – Herentals-Vest (Herentals-Ouest)
- 1960 : Secțiunea Herentals-Vest (Herentals-Ouest) – Ham
- 1961 : Secțiunea Ham – Beringen
- 1961 : Secțiunea Anvers (Antwerpen) – Wommelgem
- 1962 : Secțiunea Beringen – Hasselt
- 1964 : Secțiunea Hasselt – Liège (Luik) – Granița cu Germania

## Traseu
| Descrierea traseului          | |                |
| A13 E34 E313                  | |                |
| 17 - Borgerhout               | Orașe deservite: Anvers-centru, Borgerhout.                                                                          | R10 N12        |
| Antwerpen-Oost                | Nod rutier între R1 și A13: Bruges, Gent, Bruxelles, Portul Haven 1000-2000; Breda, Portul Haven 1-999.              | R1 E19         |
| 18 - Wommelgem                | Orașe deservite: Wommelgem, Wijnegem, Mortsel.                                                                       | R11            |
|                               | Zonă de servicii: Ranst (în ambele sensuri).                                                                         |                |
| Ranst                         | Nod rutier între A21 și A13: Eindhoven, Turnhout (nod rutier parțial).                                               | A21 E34        |
| A13 E313                      | |                |
| 19 - Massenhoven              | Orașe deservite: Zandhoven, Lier, Nijlen.                                                                            | N14            |
|                               | Podul Pullebrug. |                |
|                               | Pod peste Kleine Nete.                                                                                               |                |
| 20 - Herentals-West           | Orașe deservite: Herentals, Grobbendonk.                                                                             | N13            |
| 21 - Herentals                | Orașe deservite: Herenthout, Zona industrială Herentals.                                                             |                |
| 22 - Herentals-Oost           | Orașe deservite: Herentals, Olen, Herselt.                                                                           | N152           |
| 23 - Geel-West                | Orașe deservite: Geel, Mol, Westerlo.                                                                                | N19            |
|                               | Pod peste Grote Nete.                                                                                                |                |
| 24 - Geel-Oost                | Orașe deservite: Diest, Laakdal, Meerhout.                                                                           | N174           |
|                               | Granița provincială între Anvers și Limburg                                                                          |                |
| 25 - Ham                      | Orașe deservite: Ham, Leopoldsburg, Tessenderlo.                                                                     | N141           |
| 25a - Tessenderlo             | Orașe deservite: Beverloo, Zona Industrială Tessenderlo.                                                             | N73            |
|                               | Zonă de servicii: Tessenderlo (în ambele sensuri).                                                                   |                |
| 26 - Beringen                 | Orașe deservite: Beringen, Paal.                                                                                     | N141           |
| Lummen                        | Nod rutier între A2 și A13: Aachen, Genk; Bruxelles, Leuven.                                                         | A2 E314        |
| 26b - Industrie Zolder-Lummen | Orașe deservite: Zona Industrială Zolder-Lummen, Circuitul Zolder.                                                   |                |
|                               | Pod peste Demer. |                |
| 27 - Hasselt-West             | Orașe deservite: Hasselt, Herk-de-Stad.                                                                              | N2             |
| 28 - Hasselt-Zuid             | Orașe deservite: Hasselt, Sint-Truiden.                                                                              | N80            |
| 29 - Hasselt-Oost             | Orașe deservite: Hasselt, Kortessem, Hasselt-Grenslandhallen.                                                        | N20            |
|                               | Zonă de parcare: Diepenbeek (în ambele sensuri).                                                                     |                |
| 30 - Diepenbeek               | Orașe deservite: Diepenbeek, Genk, Kortessem.                                                                        | N76            |
| 31 - Bilzen Hoeselt           | Orașe deservite: Hoeselt, Bilzen.                                                                                    | N700 N730      |
|                               | Pod peste Demer. |                |
|                               | Zone de parcare: (sens Anvers → Liège); Rijkhoven (sens Liège → Anvers).                                             |                |
| 32 - Tongeren                 | Orașe deservite: Tongeren, Maastricht, Riemst.                                                                       | N79            |
|                               | Granița provincială între Limburg și Liège. Granița regională între Flandra și Valonia.                              |                |
|                               | Viaductul Boirs (550 m).                                                                                             |                |
| 33 - Boirs                    | Orașe deservite: Boirs, Bassenge.                                                                                    | N618           |
|                               | Zonă de parcare: Slins (în ambele sensuri).                                                                          |                |
| Fexhe-Slins                   | Nod rutier între A601, A601z și A13: Aachen, Verviers, Herstal, Zona expozițională Foires de Liège.                  | A601 A601z     |
| 34 - Liers                    | Orașe deservite: Liers, Milmort, Zona Industrială Hauts Sarts.                                                       |                |
| Fexhe-Slins                   | Nod rutier între A3 și A13: Luxemburg, Bruxelles, Namur; Aachen, Verviers, Maastricht, Zona Industrială Hauts Sarts. | A3 E25 E40 E42 |
| A13 E313                      | |                |
| 35 - Vottem                   | Orașe deservite: Vottem, Ans, Rocourt.                                                                               |                |
| N655                          | |                |